# Dealu Bisericii (okręg Vâlcea)
Dealu Bisericii – wieś w Rumunii, w okręgu Vâlcea, w gminie Sinești. W 2011 roku liczyła 345 mieszkańców.